# Nadya Vásquez
Nadya Militza del Carmen Vásquez Ureña más conocida como Nadya Vásquez (Ciudad de Panamá, 17 de mayo de 1955) es una doctora en Sociología y Ciencias Políticas, investigadora y catedrática de Sociología en la Universidad de Panamá, entidad que la galardonó en 1989 con el Primer Premio Nacional de Sociología por su trabajo sobre Población y Desarrollo del Área Rural de Panamá.
Fue condecorada en 2021, con  la Orden Condecoración Raúl Alberto Leis Romero,  por su trayectoria de más de 40 años en el campo de la sociología aplicada, el ejercicio de  la  investigación y la docencia superior.   

## Biografía
Realizó sus estudios básicos en instituciones académicas públicas como la escuela primaria Simón Bolívar y las escuelas secundarias Profesional Isabel Herrera Obaldía y el Instituto Fermín Naudeau, esté último creado como un proyecto experimental para el desarrollo del pensamiento científico donde las y los estudiantes debían contar con altos índices académicos.
Al iniciar sus estudios universitarios en la carrera de Psicología que impartía la Universidad de Panamá, fue distinguida con una beca para continuar estudios de Ciencias Sociales, en el área de Sociología, en la Universidad Federal Minas Gerais, Belo Horizonte, Brasil, donde se graduó con honores en 1976.
En Madrid realizó una maestría en Sociología Política, en el Instituto de Estudios Constitucionales,  y realizó estudios que le permitieron obtener la  licenciatura  en Ciencias Políticas y Sociología en la Universidad Complutense, en 1980. Su tesis de grado sobre la situación del área rural de Panamá fue considerada opción a premio extraordinario por la Facultad de Ciencias Políticas y Sociología de esa universidad.
Su doctorado en Sociología y Ciencias Políticas fueron realizados en esa misma casa de estudios superiores.
Integró el Foro de Política Nacional en Investigación y Ciencias Sociales de la Secretaría Nacional de Ciencia, Tecnología e Innovación (SENACYT), entre 2015 y 2019.
Tuvo una incidencia  estratégica, en el proceso de discusiones en torno al Código de la Familia en Panamá. Logró consensos clave en torno al Foro Mujer y Desarrollo entre 1993 y 1994,  respaldando  la elaboración del Primer Plan Nacional para el desarrollo de las mujeres en Panamá. 
Ha sido consultora para la región de varias agencias del Sistema de Naciones Unidas. Desde 1991 a 2014 laboró en el Fondo de las Naciones Unidas para la Infancia (UNICEF), siendo representante de la agencia en países como Belice, Venezuela y Ecuador. Tuvo otras funciones en Argentina y en la Oficina Regional de UNICEF para América Latina y el Caribe.

## Trayectoria
Su eje principal de trabajo han sido los derechos humanos, con énfasis en la niñez y las mujeres, como también los relativos a las desigualdades que viven las poblaciones en condiciones de   vulnerabilidad,  afectadas por la pobreza y  la discriminación, de modo que  la sociología aplicada a los problemas del desarrollo que afectan a los seres humanos, siempre han sido su prioridad.
Trabajó en el Tribunal Tutelar de Menores, donde consideró como mentora a la abogada Alma Montenegro de Fletcher, quien décadas más tarde se convertiría en Procuradora General de la Administración (1995-2004).
Otras de sus mentoras fueron la demógrafa Carmen Miró y la geógrafa Ligia Herrera, cuando trabajó en el  Ministerio de Planificación y Política Económica, entre 1977-1987. En ese período fungía como investigadora e impartía clases  de Sociología en la Universidad de Panamá. 
Integró el  equipo técnico que preparó el primer estudio sobre índices de pobreza realizado por el Ministerio de Planificación y Política Económica,  con asistencia técnica internacional por parte del Programa de Naciones Unidas para el Desarrollo (PNUD) en la década de 1980. A partir de ese estudio empezaron a realizarse otros tipos de mediciones con respecto a la pobreza en el país.
En 1991 comenzó a trabajar en el Fondo de las Naciones Unidas para la Infancia (UNICEF) como Oficial Nacional de Programación, para la oficina de Panamá. Fue representante de UNICEF en Belice (2002-2005), Venezuela (2007- 2011) y Ecuador (agosto 2011-2014). En 2006 se encargó de la coordinación interina del programa de UNICEF en Argentina y fue asesora especial de la Oficina Regional de UNICEF para América Latina y el Caribe en Planificación y Gestión de Cambio (2005-2007). Laboró dentro de UNICEF desde 1991 hasta 2014.

### Estudios con impacto en políticas públicas
Mientras trabajó en UNICEF, impulsó importantes estudios que tuvieron su impacto en políticas públicas, legislación y cambios institucionales, estudios que se realizaron con su asistencia técnica.
Tuvo incidencia en políticas públicas dirigidas al derecho  a la educación de las niñas y los niños en situación de  trabajo infantil,  con los  ministerios de Educación y  el de Trabajo y Bienestar Social,  en conjunto con organizaciones no gubernamentales como Casa Esperanza y Ciudad del Niño, entre otras. Igualmente, sobre la lactancia materna que ayudó a elevar la prevalencia en la lactancia exclusiva y la Iniciativa Hospital Amigo de los Niños y Niñas, la deficiencia de vitamina A y la deficiencia en el consumo de yodo, con el que se logró la certificación de Panamá libre de enfermedades producidas por la insuficiencia del mismo.
Impulsó investigaciones en materia de jóvenes en conflicto con la ley penal, que permitió al país contar con una Ley de Justicia Penal Juvenil y hacer cambios en el sistema de protección de la infancia y adolescencia.

Tuvo gran impacto con su respaldo a procesos del movimiento de mujeres en Panamá,  que lograron  importantes estudios sobre la  historia de las mujeres y las organizaciones feministas panameñas que impulsaron las luchas para obtener el derecho al sufragio universal. Incidió en diálogos fructíferos a inicios de la década del 90 del siglo XX, como la consolidación de  Foro Mujer y Desarrollo, compuesto por varias organizaciones de mujeres que coincidieron y dieron como resultado  el primer Plan Nacional Mujer y  Desarrollo. 
Como parte de la institución en la que laboré y convencida de la importancia de trabajar por una sociedad justa, apoyé procesos caracterizados por la gran participación organizada de las mujeres para producir cambios de política, cuerpo legislativo y arquitectura institucional, especialmente en materia de mujer, niñez y adolescencia.
En Belice, un país muy afectado por el VIH, se hicieron estudios sobre su impacto en la población adolescente, que llevó a adoptar políticas en prevención del VIH y desarrollar programas de impacto con el gobierno y la asistencia internacional.
En Venezuela, un estudio sobre la población afrodescendiente hizo que se incorporará en el censo preguntas relativas a la identidad racial. Además, en ese país, se investigó sobre la violencia en las escuelas.
En Ecuador, una nación con alto porcentaje de niñas embarazadas, se desarrollaron estudios sobre el embarazo en las adolescentes y se brindó asistencia al sistema de indicadores para conocer y monitorear la situación de los niños a través de observatorios.
Nadya Vásquez Ureña considera que el logro más importante de su carrera ha sido poder trabajar de manera independiente lo académico científico con el tema del desarrollo. Haberse dedicado a la sociología crítica, pero a la vez transitar a la sociología aplicada y haber podido llevar siempre conciencia científica, pensamiento crítico, a los temas de desarrollo en el ámbito de un organismo internacional.

## Premios y reconocimientos
- Orden Condecoración Raúl Alberto Leis Romero por sus 40 años de servicio en el campo de la sociología aplicada (2022).
- Reconocimiento por el PARLACEN como mujer destacada en la lucha y defensa de los derechos humanos de las mujeres y los niños en la Región de Centroamérica y el Caribe Insular (2016).
- Honores de Estado por el Gobierno de Ecuador por la gestión como representante de UNICEF en ese país (2014).
- Reconocimiento nacional como una de las Cien Mujeres Sobresalientes en la Construcción de una patria digna como parte de la Celebración del Centenario (Panamá, 2003).
- Obtuvo el primer Premio Nacional de Sociología, otorgado por la Universidad de Panamá, por su trabajo sobre Población y Desarrollo del Área Rural de Panamá (1989).